# Karol Andrej Bel
Karol Andrej Bel (tyska: Carl Andreas Bel; ungerska: Károly András Bél), född 13 juli 1717 i Pressburg i dåvarande norra Ungern, död 5 april 1782 i Leipzig, var en slovakisk historiker; son till Matej Bel.
Bel blev 1743 professor i diktkonst vid Leipzigs universitet. Han utgav flera arbeten om Ungerns historia och redigerade 1753–81 "Acta Eruditorum" samt "Leipziger Gelehrte Zeitung".